# Лудичи
Лу́дичи (бел. Лудзічы) — деревня в Вензовецком сельсовете Дятловского района Гродненской области Белоруссии. Согласно переписи населения 2009 года в Лудичах проживало 55 человек. Площадь сельского населённого пункта составляет 70,82 га, протяжённость границ — 6,8 км.

## Этимология
По одной из версий, название деревни образовано от основы «луд», «луда» — вязкая, скользкая земля.

## География
Лудичи расположены в 6 км к юго-западу от Дятлово, 139 км от Гродно, 22 км от железнодорожной станции Новоельня. Ближайшим населённым пунктом является деревня Кошкалы, с которой Лудичи связаны автомобильной дорогой местного значения Н6662 Гиричи — Кошкалы — Лудичи. Рядом с деревней протекает река Чернявка (левый приток Нёмана).

## История
В 1880 году Лудичи — деревня в Пацевской волости Слонимского уезда Гродненской губернии (191 житель). Согласно переписи населения 1897 года в Лудичах насчитывалось 71 домохозяйство, проживало 403 человека. В 1905 году численность населения деревни составила 284 жителя.
В 1921—1939 годах Лудичи находились в составе межвоенной Польской Республики. В этот период деревня относилась к сельской гмине Пацевщина Слонимского повята Новогрудского воеводства. В сентябре 1939 года Лудичи вошли в состав БССР.
В 1996 году Лудичи входили в состав колхоза «Красный Октябрь». В деревне имелось 53 дома, проживало 100 человек.

## Инфраструктура
Социальная инфраструктура в деревне отсутствует, хотя ранее в Лудичах имелся магазин. Дважды в неделю в Лудичи приезжает автомагазин.
В деревне находится животноводческая ферма СПК «Вензовец».

## Транспорт
Через деревню проходит автобусный маршрут Дятлово — Пацевщина.